# Sangenberg-Dornhecke
Koordinaten: 50° 56′ 50″ N, 7° 36′ 45″ O
Das Naturschutzgebiet Sangenberg-Dornhecke liegt auf dem Gebiet der Gemeinde Reichshof im Oberbergischen Kreis in Nordrhein-Westfalen.
Das Gebiet erstreckt sich westlich des Kernortes Reichshof, östlich von Angfurten, einem Ortsteil der Stadt Wiehl, und westlich von Heienbach, einem Ortsteil von Reichshof. Am nordwestlichen Rand des Gebietes verläuft die Landesstraße L 148, südlich fließt die Wiehl, ein linker Zufluss der Agger, erstreckt sich der 14,4 ha große Biebersteiner Stausee und verläuft die L 336. Östlich verläuft die B 256.

## Bedeutung
Das etwa 46,3 ha große Gebiet wurde im Jahr 2014 unter der Schlüsselnummer GM-119 unter Naturschutz gestellt. Die Schutzausweisung erfolgt „zum Erhalt und zur Entwicklung eines auch kulturhistorisch bedeutenden strukturreichen Landschaftskomplexes mit Magerwiesen, niederwaldartigen Laubholzbeständen, einem aufgelassenen Steinbruch sowie naturnahen Bachläufen und Quellbereichen als regional bedeutende, typische Vernetzungsräume für bedrohte Tier- und Pflanzenarten.“